# Europese Toegankelijkheidsrichtlijn

De Europese Toegankelijkheidsrichtlijn gaat gelden in de gehele Europese Unie.

De Europese Toegankelijkheidsrichtlijn (Engels: European Accessibility Act, EAA) is een richtlijn van de Europese Unie (EU) die in april 2019 van kracht werd. Deze akte is bedoeld om de handel in toegankelijke producten en diensten tussen de lidstaten van de EU te bevorderen door nationale verschillen in regelgeving te verkleinen. Ondernemingen profiteren van een geharmoniseerd regelgevend kader binnen de EU, wat grensoverschrijdende handel vereenvoudigt. Dit leidt tot een grotere markt voor aanbieders van toegankelijke producten en diensten.
Voor personen met een handicap en ouderen betekent dit een betere beschikbaarheid van toegankelijke producten en diensten. Door een grotere markt kunnen ook de prijzen competitiever worden. Daarnaast draagt de richtlijn bij aan het wegnemen van belemmeringen binnen de EU en kan zij zorgen voor meer werkgelegenheid.

## Toepassingsgebied, juridische basis en implementatie
De eerste voorstellen voor deze wetgeving stammen uit 2011, en de richtlijn vormt een aanvulling op de bestaande Webtoegankelijkheidsrichtlijn uit 2016, die specifiek gericht is op de publieke sector. De EAA weerspiegelt ook de verplichtingen die voortvloeien uit het VN-verdrag inzake de rechten van personen met een handicap. De richtlijn is van toepassing op uiteenlopende producten en diensten, waaronder computers, smartphones, ebooks, televisies, televisie-uitzendingen, geldautomaten, kaartverkoopautomaten, zelfbedieningstechnologie, zelfcheckoutkassa’s, statiegeld retourautomaten, openbaar vervoer, bankdiensten en e-commerce-platforms.
De wet- en regelgeving die nodig is om aan deze richtlijn te voldoen, moest uiterlijk op 28 juni 2022 zijn aangenomen en gepubliceerd door de lidstaten. Drie jaar later, op 28 juni 2025, moeten de verplichtingen van de Toegankelijkheidsrichtlijn daadwerkelijk zijn geïmplementeerd.
Micro-ondernemingen die diensten aanbieden die onder deze richtlijn vallen, zijn vrijgesteld van de verplichtingen. Een micro-onderneming wordt gedefinieerd als een bedrijf met minder dan tien werknemers en een jaaromzet of een jaarlijks balanstotaal van maximaal €2 miljoen.

## Universeel ontwerp

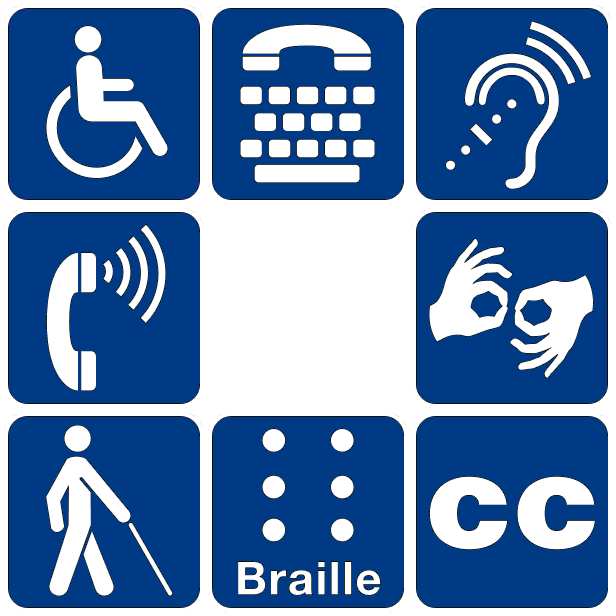
Een verzameling pictogrammen die verschillende vormen van handicaptoegankelijkheid aangeven, waaronder symbolen voor rolstoeltoegankelijkheid, slechthorendheid, braille, beperkte mobiliteit en visuele beperkingen; deze symbolen worden internationaal gebruikt om inclusieve voorzieningen en diensten te markeren.

Het Europese beleid op het gebied van "universeel ontwerp" voor digitale technologieën heeft geleid tot de ontwikkeling van de Europese geharmoniseerde toegankelijkheidsnorm EN 301 549, waarin de toegankelijkheidseisen voor overheidsopdrachten van ICT-producten en -diensten zijn vastgelegd.
Voor producten moeten bedrijven:
- Producten ontwerpen die optimaal bruikbaar zijn voor mensen met een beperking;
- Toegankelijke gebruiks- en onderhoudsinstructies verstrekken;
- Zorgen dat de verpakking en ondersteunende diensten toegankelijk zijn.

Voor diensten gelden onder meer de volgende vereisten:
- Websites en mobiele apps moeten voldoen aan digitale toegankelijkheidsnormen (zoals WCAG);
- Informatie over de dienst (bijvoorbeeld voorwaarden, tarieven of updates) moet beschikbaar zijn in toegankelijke formaten, zoals braille, grote letters of digitale alternatieven;

- Klantenservice moet inclusief zijn en afgestemd op de behoeften van mensen met een beperking – dit betekent onder andere:
  - Toegankelijke betaalautomaten (bijvoorbeeld met voelbare toetsen, schermleeshulp, juiste hoogte);
  - Zelfscankassa’s en servicezuilen (bijvoorbeeld statiegeldmachines, parkeerautomaten en pakketautomaten) die bruikbaar op verschillende hoogtes, visuele en auditieve ondersteuning, en een duidelijke en eenvoudige gebruikersinterface.
  - Telefonische ondersteuning met tekst- of gebarentaalopties;
  - Wachtrijen en fysieke servicepunten die rolstoeltoegankelijk zijn en voldoende ruimte bieden.

Deze normen zijn bedoeld om de bruikbaarheid te verbeteren en inclusie in de hele Europese Unie te bevorderen.

## Nederland
Nederland heeft de richtlijn verwerkt in het wetsvoorstel Toegankelijke Producten en Diensten, dat op 14 maart 2024 werd aangenomen door de Tweede Kamer en op 2 april 2024 door de Eerste Kamer. 
De wet zal op 28 juni 2025 in werking treden, zoals bepaald in de richtlijn.

## Galerij

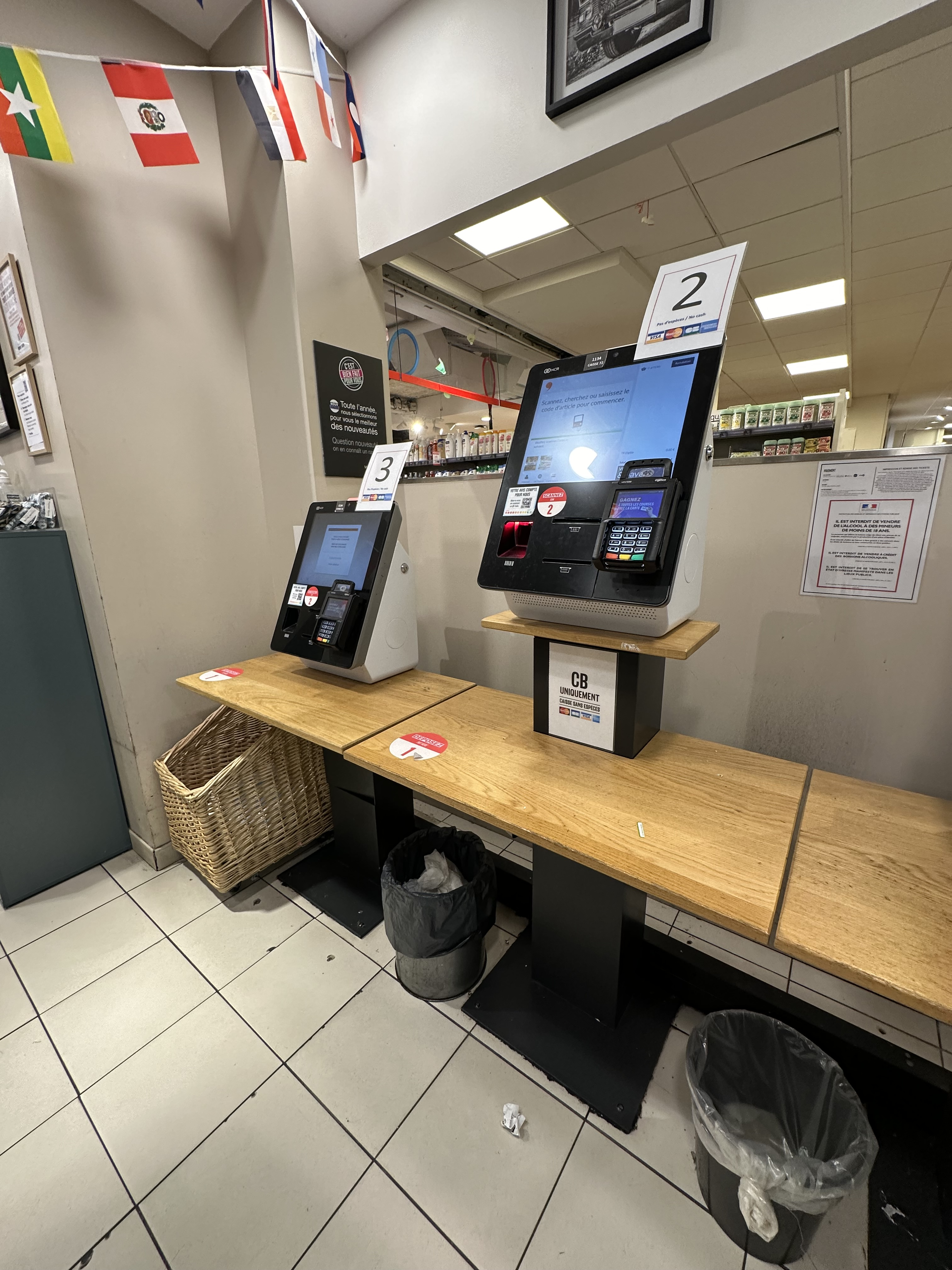
De afbeelding toont een voorbeeld van een toegankelijke zelfcheckout-zone in een Monoprix-supermarkt in Frankrijk.
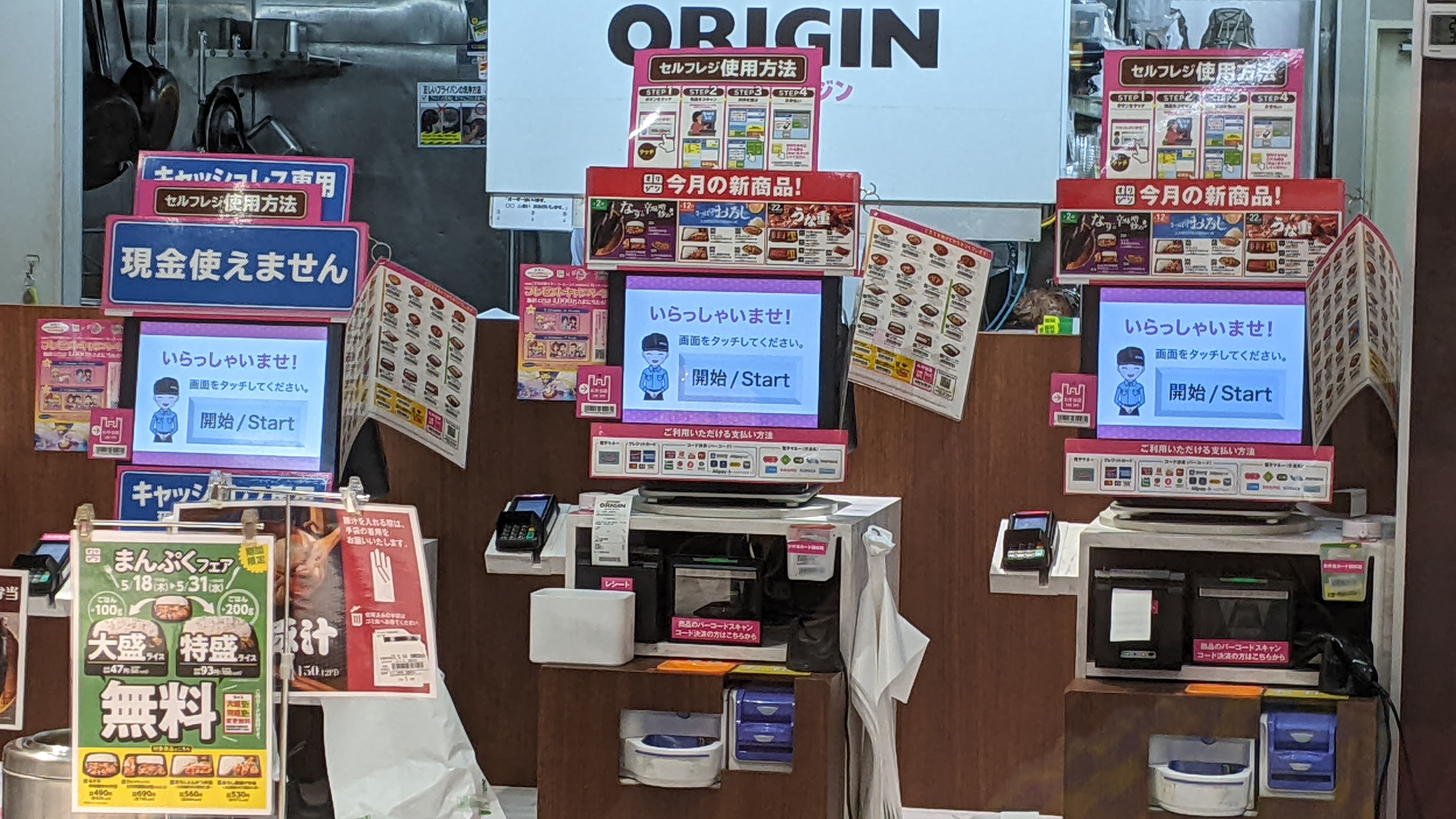
Een winkelinterieur met drie zelfbedieningskassa’s van Kitchen Origin in Osaka. De terminals staan in een rij opgesteld tegen een wand. Twee van de kassa’s zijn hoog geplaatst, geschikt voor staande klanten van gemiddelde lengte. De derde terminal is duidelijk lager gepositioneerd en ontworpen voor zittende gebruikers, zoals rolstoelgebruikers of personen van kleine lengte, bijvoorbeeld mensen met een skeletdysplasie.
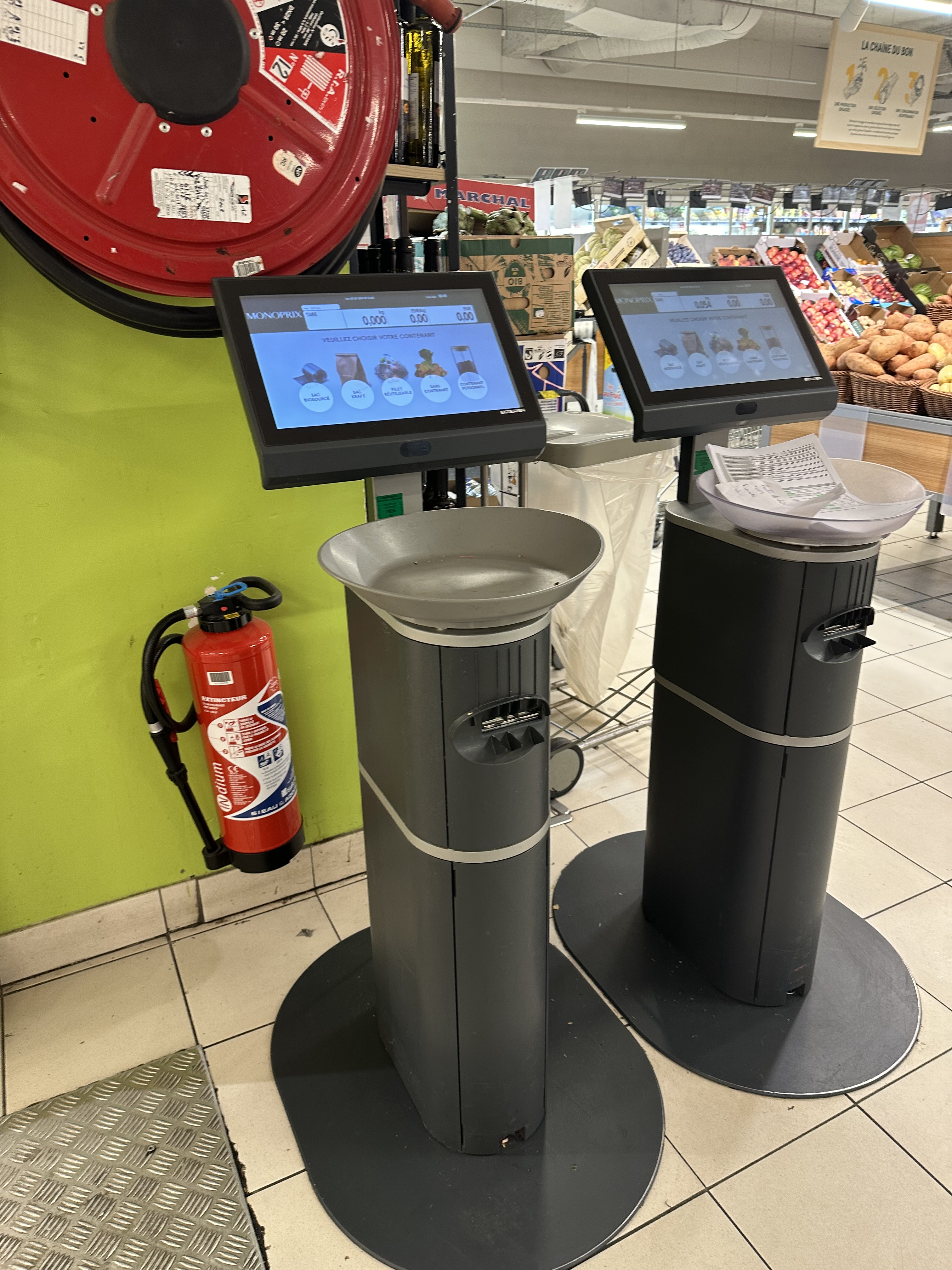
Twee weegschalen bij Monoprix, bruikbaar voor mensen van verschillende lengtes, waaronder kinderen, rolstoelgebruikers en mensen met een groeistoornis.
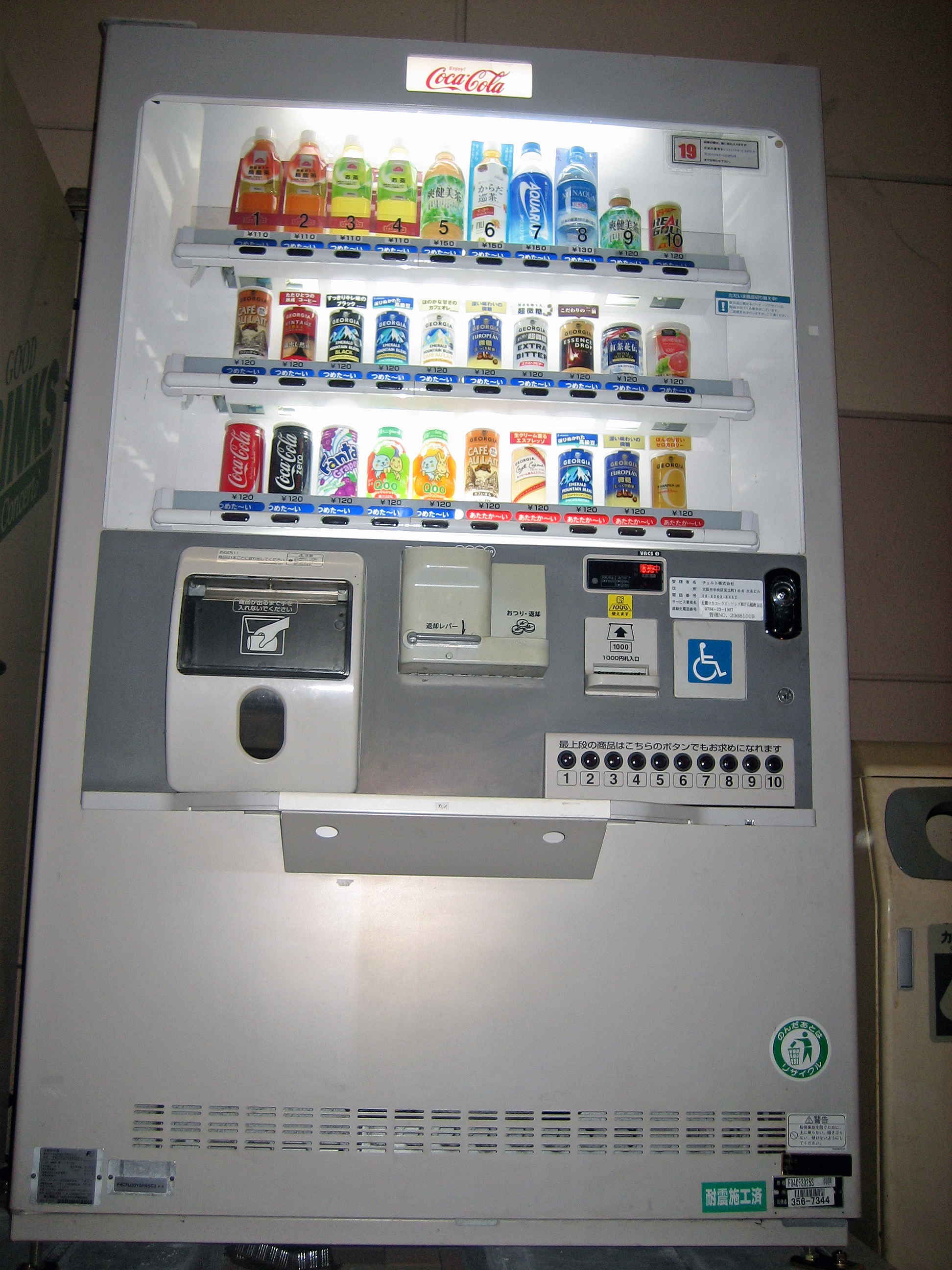
Een frisdrankautomaat in Japan is toegankelijk ingericht met goed bereikbare knoppen op aangepaste hoogte, duidelijke visuele iconen en verlichte productkeuzes, zodat gebruikers met een beperkte reikwijdte of visuele beperking zelfstandig een drankje kunnen selecteren en meenemen.
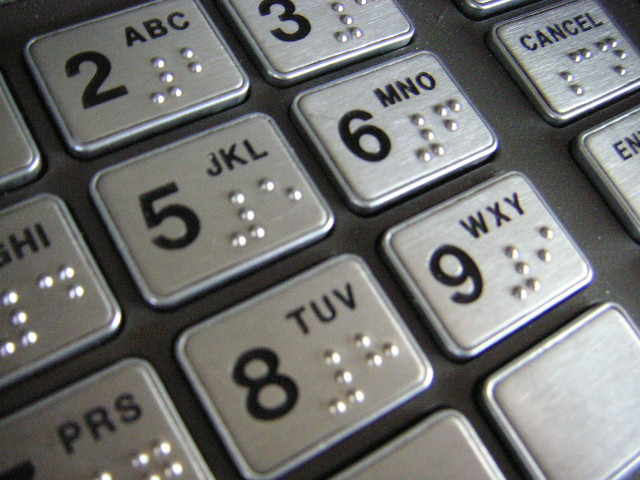
Een close-up van een betaalautomaat-toetsenbord met verhoogde, tactiele knoppen. Elke knop bevat zowel een duidelijk zichtbaar cijfer als een braillemarkering erboven, waardoor het toetsenbord toegankelijk is voor mensen met een visuele beperking.
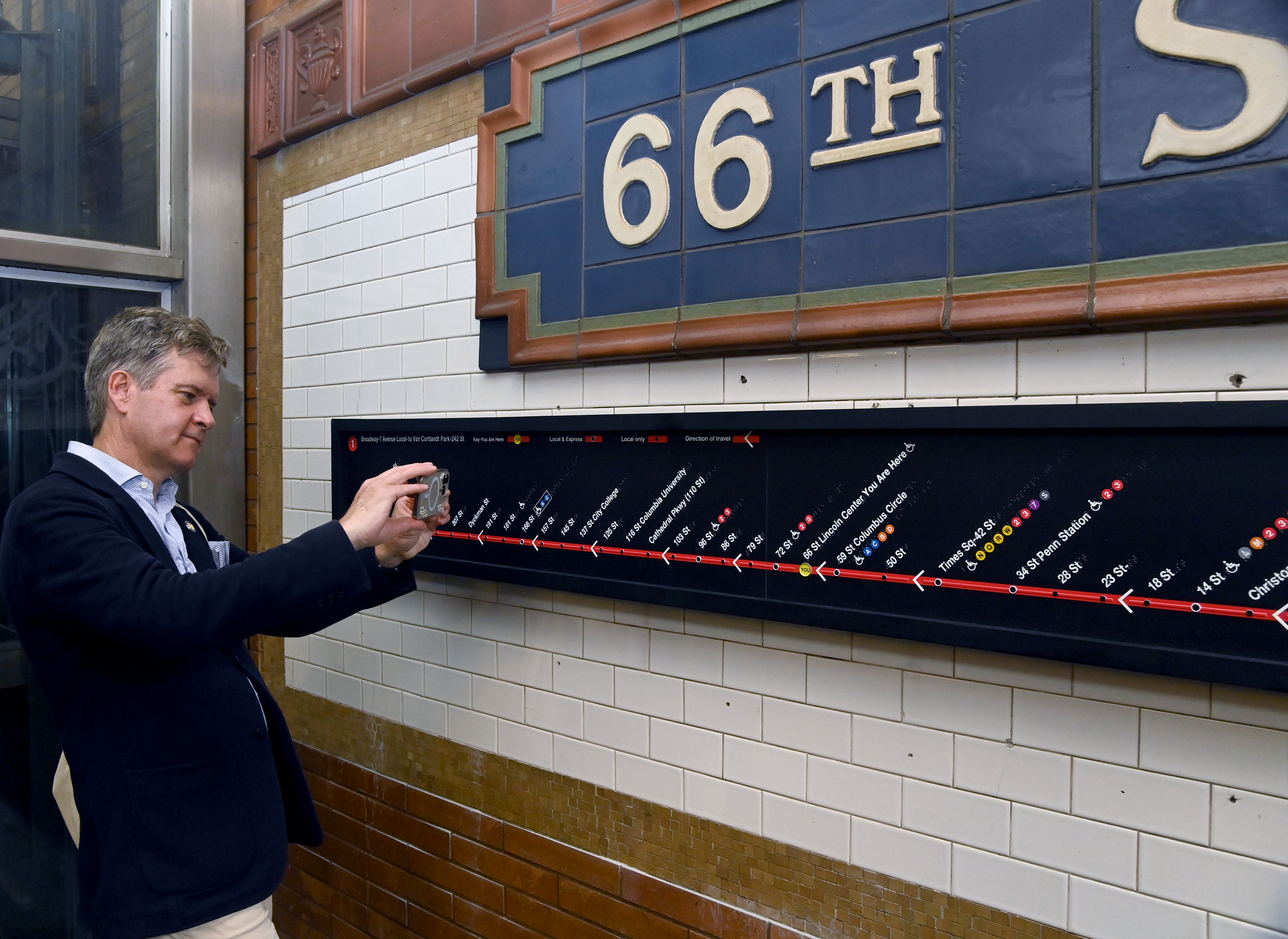
Een braille-indicatie van het metroroutenetwerk is zichtbaar op een verhoogd reliëfbord op station 66 St–Lincoln Center, aangebracht als onderdeel van nieuwe wayfinding-maatregelen voor toegankelijkheid binnen het MTA-systeem.